# Schausteller
Als Schausteller werden Personen bezeichnet, die Jahrmarkts-, Volksfest- und Varieté-Attraktionen darbieten.

## Berufe
Rechtlich gelten in Deutschland als „Schausteller“ die Betreiber von Jahrmarkt- und Kirmesvergnügungen, das heißt Betreiber von Fahrgeschäften (wie Karussells, Riesenrädern, Schiffschaukeln, Achterbahnen, Freifalltürmen, Autoscootern, Geisterbahnen, Kindereisenbahnen), Laufgeschäften (wie Spiegellabyrinthen und Fun-Häusern), Spielgeschäften (wie Entenangeln für Kinder, Pfeilwerfen auf Luftballons, Dosenwerfen und Schießbuden) oder von mobilen Gastronomie- und Verkaufsbetrieben (Fliegenden Bauten). Ursprünglich gehören die gastronomischen Betriebe nicht zur Sparte der Schausteller, sondern zu den sogenannten Marktkaufleuten. Die Rechtsprechung unterscheidet zwischen ortsgebundenen und ortsungebundenen Schaustellerbetrieben (BFH, Urt. v. 17.3.2022 – XI R 23/21 (XI R 4/21)
Vorinstanz: FG Münster v. 13.8.2020 – 5 K 1228/18 U, EFG 2020, 1548, BeckRS 2020, 22658). Das bedeutet, dass auch ein Freizeitparkbetrieb zum Schaustellergewerbe gehört. Es ist im rechtlichen Sinne nicht erforderlich, dass ein Schausteller seinen Standort wechselt.

## Geschichte
Schausteller gab es weltweit seit dem Altertum. In Europa übten sie ihren Beruf seit dem Mittelalter im Umherziehen (als „Fahrendes Volk“) auf dem Jahrmarkt oder im Tingeltangel aus. Seit dem 17. Jahrhundert gehörten auch wandernde Tierschausteller dazu.
Die zu den darstellenden Kleinkünsten zählenden Teile des Berufsstandes üben seit dem 20. Jahrhundert ihre Tätigkeit meist im Zirkus, Varieté oder Entertainment aus.
Einen Einblick in die Geschichte der Schaustellerei in Deutschland gab das bis 2020 geöffnete Markt- und Schaustellermuseum in Essen.

## Sozialwissenschaftliches
In der mittelalterlichen Ständeordnung wurden sie als Bestandteil der unterständischen Bevölkerung bis auf ordnungspolitische Vorschriften außer Acht gelassen. Im Romanwerk von Grimmelshausen erscheinen sie unter dessen Schilderungen des Fahrenden Volkes im 17. Jahrhundert. Für das 19. Jahrhundert ist man stark auf die volkskundlichen Teilstudien von Wilhelm Heinrich Riehl verwiesen (vgl. seine Naturgeschichte des deutschen Volkes als Grundlage einer deutschen Socialpolitik 1851–1869 und Die deutsche Arbeit 1861), im Übrigen auf die realistische Belletristik z. B. von Karl von Holtei.
Eine umfassende Untersuchung der Schausteller nach Merkmalen der Klassen- oder Schichtenanalyse liegt für das 20. beziehungsweise 21. Jahrhundert nicht vor.
Man ist also auf differenzierte Einzelstudien von Schaustellerberufen und Randbefunde der Vorurteilsforschung angewiesen. Hierzu gehören im Wesentlichen Ansätze, die milieutheoretisch vorgehen, vor allem, weil die nichtsesshafte Lebensweise der Schausteller sie von vielen anderen Milieus ausschließt. Bemerkenswert ist zumal, dass die hohe Kunstfertigkeit, die gerade den artistisch geprägten schaustellerischen Berufen ein Training von klein auf abverlangt, zu einer auffälligen Berufsvererbung innerhalb der Familien führt und bei ihnen einen professionellen (subkulturellen) Stolz stützt. Dies wiederum führt auch zu einer starken sozialen Differenzierung innerhalb der Schausteller selbst.

## Rechtslage und Organisationen

### In Deutschland
Juristisch werden seit dem 1. Januar 2002 in der Bundesrepublik Deutschland in der Gewerbeordnung (GewO) als Schausteller solche Gewerbetreibende bezeichnet, die eine oder mehrere Betriebsstätten, die nach ihrer Gestaltung und äußeren Aufmachung volksfesttypische Geschäfte in den Bereichen Fahrgeschäfte, Verkaufsgeschäfte, Zeltgaststätten, Imbiss und Ausschank, Schau- und Belustigungsgeschäfte, Schießgeschäfte oder Ausspielungsgeschäfte unterhalten. Das reicht vom Einmannbetrieb eines Hau den Lukas bis zu dem mittelständischen Unternehmer einer Riesenachterbahn.
Die gewerbsmäßige Darstellung von Personen bedarf nach § 33a GewO der behördlichen Erlaubnis. Ansonsten fallen Schausteller unter den Bereich des „reisenden Gewerbes“ im Sinne von § 55 Abs. 1 Nr. 2 GewO und bedürfen deshalb gemäß § 55 Abs. 2 GewO einer behördlichen Erlaubnis. Bestimmte Schausteller benötigen zudem eine Haftpflichtversicherung nach § 55 f GewO in Verbindung mit der „Verordnung über die Haftpflichtversicherung für Schausteller (Schaustellerhaftpflichtverordnung - SchauHV)“.
Schausteller werden in Deutschland, sofern sie als Angestellte oder Arbeiter gewerkschaftlich organisiert sind, durch die Internationale Artisten-Loge vertreten, eine Untergliederung von ver.di. Als Unternehmer (etwa von mobil, in Vergnügungsparks auch stationär betriebenen Fahr-, Belustigungs-, Verkaufs-, Warenausspielungs- und Schaugeschäften oder von reisenden Gaststätten) sind sie in zahlreichen Zusammenschlüssen, wie dem Deutschen Schaustellerbund oder dem Bundesverband Deutscher Schausteller und Marktkaufleute organisiert.  In Österreich sind Schausteller im Fachverband der „Kino, Kultur und Vergnügungsbetriebe“ in der Wirtschaftskammer Österreich organisiert. Nach dem unternehmerischen Selbstverständnis vieler von diesen sind einzig sie  Schausteller, nicht aber mehr ihre heutzutage arbeitsrechtlich „Angestellten“.
Die Kinder der Schausteller unterliegen wie alle anderen ebenso der gesetzlichen Schulpflicht.

## Saisonablauf in Mitteleuropa (Beispiel)
Etwa 120 Tage im Jahr haben die Schausteller Saison, während der Einkünfte erzielt werden können. Die sogenannten Rüsttage für Auf- und Abbau sowie gegebenenfalls Transportwege müssen hinzugerechnet werden. Durchschnittlich werden etwa 22 Volksfestplätze jährlich angefahren (beschickt). Meist beginnt die Saison für den gewerberechtlichen Schausteller mit dem Osterfest und endet im Dezember mit den Weihnachtsmärkten. Die ständig steigenden Betriebskosten machen es erforderlich, auch letztere zu beschicken, um die Winterpause finanziell zu überbrücken und somit die Existenz zu sichern.
Um zu den verschiedenen Veranstaltungen zu gelangen, legen die Schausteller mit ihren Geschäften rund 7000 km in der Saison zurück. Dabei sind sie zu mehr als 90 % auf den europäischen Straßen unterwegs. Lediglich große Fahrgeschäfte, die in Container verladen werden können, kommen eventuell für den Transport mit der Bahn in Betracht. Für kleinere Schaustellerbetriebe ist dies keine Alternative, da die Kosten für einen Bahntransport zu hoch sind und außerdem viele Verladestationen (gerade in Deutschland) geschlossen und Teilstrecken stillgelegt wurden.
Die überwiegende Zahl der im Schaustellergewerbe tätigen Betriebe sind Familienbetriebe. Diese müssen genau wie ortsansässige Firmen nach betriebswirtschaftlichen Gesichtspunkten geführt werden. Häufig haben die Schausteller noch mit zusätzlichen Problemen zu kämpfen, da sie sich stets um einen Standplatz bemühen müssen mit allen Arbeiten, die damit verbunden sind. Viele Betriebe beschäftigen deshalb während der Saison zusätzliche Arbeitskräfte, alleine in Deutschland sind dies etwa 40.000 Personen.

## Belletristik
- Karl von Holtei: Die Vagabunden. Roman (der durch viele damalige Schaustellermilieus führt), 4 Bände, 1852